# 泊園書院
泊園書院（はくえんしょいん）は、江戸時代後期の文政8年（1825年）、四国高松出身の藤沢東畡（1794-1864）によって大坂市中に開かれた漢学塾であり、関西大学の源流の一つである。荻生徂徠の古文辞学を受けつぎ、経書や諸子、歴史、文学にわたる該博な知識をもっていた東畡により、幕末期、泊園書院は懐徳堂をしのぐ大坂最大の私塾として栄えた。

## 概要
明治6年（1873年）、書院を再興した東畡の子の藤沢南岳（1842-1920）は高松藩滅亡の危機を救った功労者として、また当代随一の学匠として名声高く、その学徳を慕って全国から学生が集まった。明治26年には東京大学教授島田篁村から東京大学漢学科第二講座の主任教授就任を要請されるが、教育方針の違いからこれを固辞する。その著作はきわめて多数にのぼる。南岳はまた、大阪の「通天閣」や森下仁丹株式会社の「仁丹」、日本最初の民間幼稚園「愛珠幼稚園」、日本三大渓谷美の一つとされる四国小豆島の名勝「寒霞渓」の命名者でもあり、大阪・関西文化人のリーダー的存在であった。
南岳の長子藤沢黄鵠（1874-1924）、次子藤沢黄坡（1876-1948）も書院の活動をよく継承し、漢学振興と漢詩文普及のために尽くした。黄坡は戦後まもなく関西大学最初の名誉教授となった。また、黄坡義弟の石濱純太郎（1888-1968）は内藤湖南に師事し、黄坡と力を合わせて書院の講学にとりくんだ。石濱はのち関西大学教授となり、関西大学最初の文学博士号取得者となった。石濱が東洋の諸言語に精通し西夏文字研究の先駆者となったこと、富永仲基ら大阪文化の研究でも活躍したことはよく知られている。
江戸後期から明治・大正・昭和の戦前という激動期の中、泊園書院は政界・官界・実業界・教育界・報道・学術・文芸などの分野に有為の人材を輩出し、文化・教育の発展に多大な貢献を残した。
戦後、同書院の蔵書や書画、印章などが黄坡の子の藤澤桓夫と石濱純太郎により関西大学図書館に一括寄贈され、「泊園文庫」として収蔵された。泊園文庫は一万六千五百点余にのぼる書籍を中心に、東畡以下、泊園院主の自筆稿本約六百二十点余、さらに印章百七十顆、多数の書画を含む一大コレクションである。まさに漢籍の宝庫であり、日本近世・近代における大阪文化の縮図となっている。

## 出身者
- 高島秋帆（幕末の砲術家）
- 京極高厚（豊岡藩主）
- 松平忠興（尼崎藩主）
- 陸奥宗光（幕末勤王の志士で明治時代の外務大臣）
- 岡本韋庵（探検家、漢学者、ジャーナリスト）
- 岸田吟香（近代ジャーナリストの草分け、画家岸田劉生の父）
- 石濱豊蔵（丸石製薬創業者で石濱純太郎の父）
- 永田仁助（大阪財界の重鎮）
- 武田長兵衛（武田薬品工業創業者）
- 森下博（森下仁丹の創業者）
- 松岡康毅（日本大学初代学長、農商務大臣、検事総長）
- 山田喜之助（中央大学〔英吉利法律学校〕創立者の一人で東京弁護士会長）
- 俵孫一（商工大臣、政治評論家俵孝太郎の祖父）
- 下岡忠治（第四代朝鮮総督府政務総監）
- 岡鹿門（漢学者、東京図書館長）
- 牧野謙次郎（漢学者、早稲田大学教授）
- 幣原坦（東洋学者、台北帝国大学初代学長）
- 金谷治（黄坡と石濱純太郎の受講生、中国哲学研究者、東北大学教授）
- 大西昭男（黄坡の受講生、関西大学学長、学校法人関西大学理事長）
- 水落露石（俳人、正岡子規門下、与謝蕪村研究）
- 春日寛平（江戸末期の漢方医。初期メンバー。載陽遺稿の作者。関西大学通信に記事がある。）